# C/2010 F1 Boattini
C/2010 F1 (Boattini) è la dodicesima cometa scoperta dall'astronomo italiano Andrea Boattini.
La cometa ha un periodo di circa 565 anni, per cui è considerata una cometa non periodica.
È stata scoperta il 17 marzo 2010 col telescopio Schmidt di 68 cm installato sul monte Bigelow, in Arizona, nel corso del programma Catalina Sky Survey dedicato alla scoperta di asteroidi Neo e di comete: prima che fosse annunciata ufficialmente la sua scoperta, sono state scoperte immagini di prescoperta, riprese dallo stesso programma, risalenti al 20 febbraio 2010.